# Canadian Bank Note Company
Canadian Bank Note Company — компания в Канаде, занимающаяся защитой полиграфической продукции.

## Описание
Одна из крупнейших частных компаний Канады, у которой заключён контракт с эмиссионным центром страны — Банком Канады, по поставке бумаги для банкнот. Другими клиентами компании являются частные предприятия, национальные и субнациональные правительства, центральные банки и почтовые сервисы.

## История
С 1897 по 1923 год компания была подразделением American Bank Note Company. В октябре 2006 года RR Donnelley завершила сделку по приобретению Canadian Bank Note Company.

## Примеры производимой продукции

Примеры продукции, отпечатанной компанией Canadian Bank Note Company
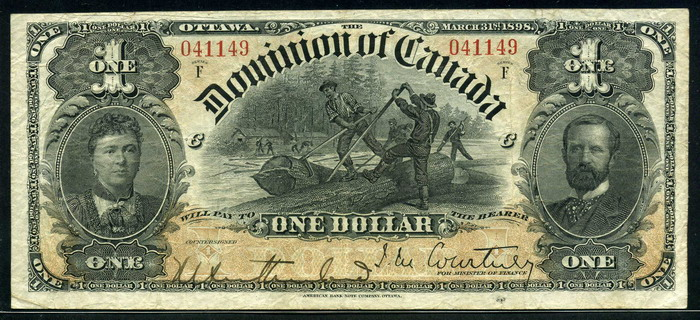
Доминион Канада — один доллар 1898 года, указан изготовитель — American Bank Note Company Ottawa
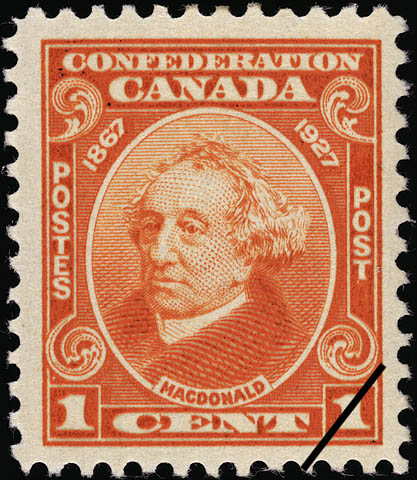
Canada 1 cent MacDonald 1927
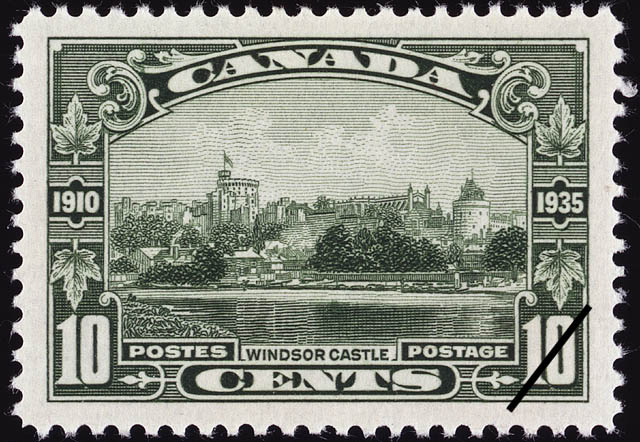
Canada 10 cents Windsor Castle 1935
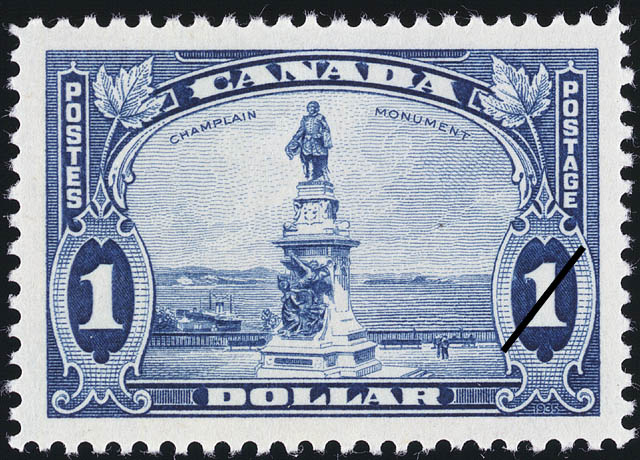
Canada dollar Champlain 1935
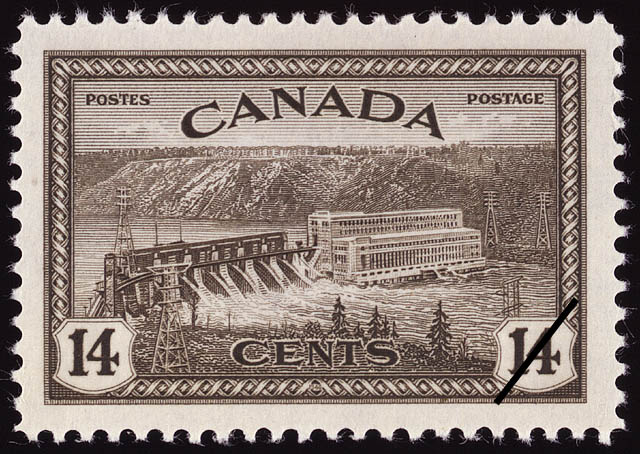
Canada Hydroelectrique 1946
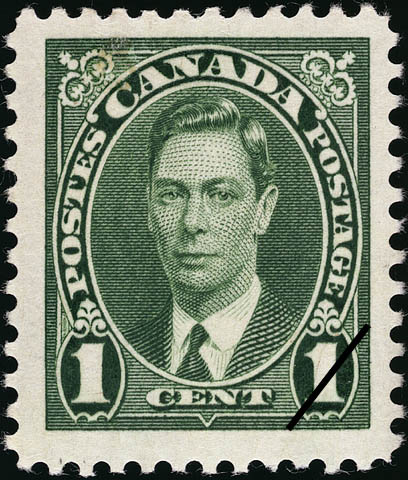
Canada George VI 1937
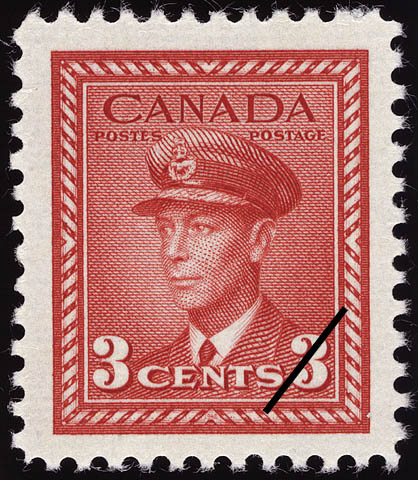
Canada George VI 1942
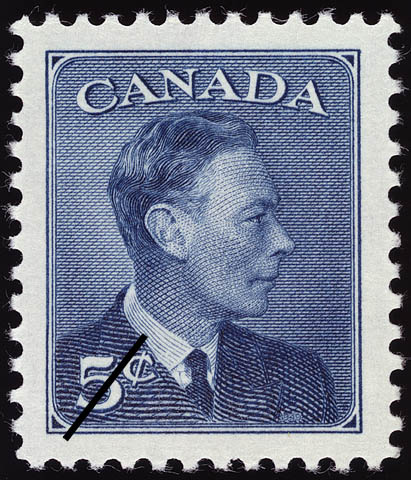
Canada George VI 1950
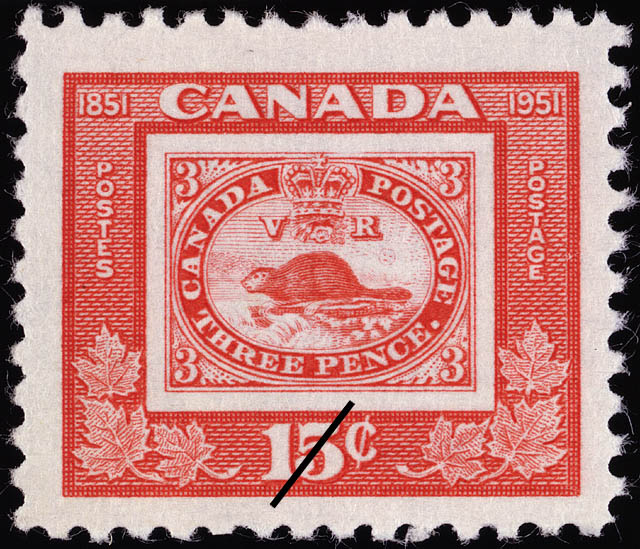
Canada Castor 1951
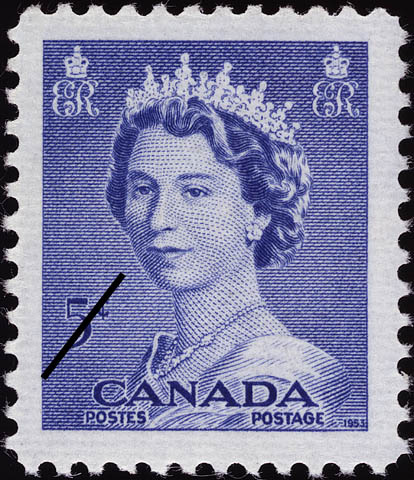
Canada 5 cents ElizabethII Karsh
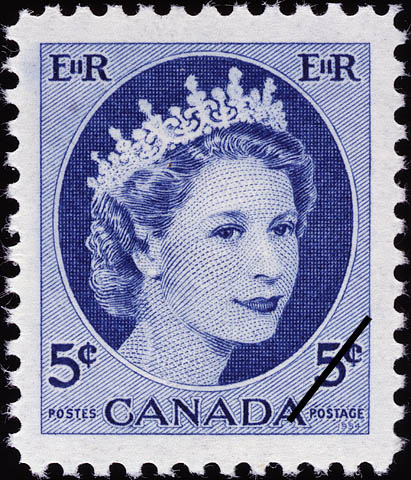
Canada 5 cents ElizabethII Wilding
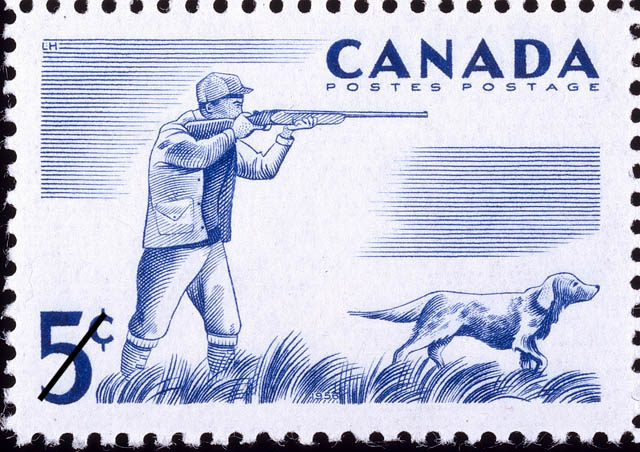
Canada 5 cents Chasse 1957